# Naturoptère
Le Naturoptère est un lieu public éducatif et ludique du Vaucluse, complémentaire du « harmas » mémoriel du naturaliste Jean-Henri Fabre, musée et parc voisin appartenant au Muséum national d'histoire naturelle. À une période où le « harmas » était fermé au public (jusqu'à sa rénovation en 2006), la mairie de Sérignan-du-Comtat a ouvert à proximité immédiate le « centre culturel et éducatif Jean-Henri Fabre », devenu le « Naturoptère » en 2004, pour être dédié à la biodiversité et notamment aux insectes. C'est un centre de culture scientifique, dans le domaine des sciences naturelles. Il est constitué de jardins thématiques et d'un nouveau bâtiment éco-construit, ouvert en 2010.

## Contexte
À l'entrée de Sérignan-du-Comtat, un rond-point original présente une sculpture métallique représentant une mante religieuse géante. C'est le naturaliste Jean-Henri Fabre, venu s'y installer en 1879, qui est à l'origine de cet intérêt : son « harmas » (du provençal « friche, terre non-cultivée »), acquis par le Muséum de Paris en 1922, a créé un contexte favorable à un projet éducatif local : la construction du bâtiment actuel, conçu par les architectes Yves Perret et Dominique Farhi, spécialisés dans l'éco-construction, s'est terminée à l'automne 2009 et l'ouverture au public a été faite en avril 2010.
Le village est, en outre, engagé dans un Agenda 21 local et il s'y déroule chaque année une manifestation consacrée aux jardins, organisée par l'« association des plantes rares et jardins naturels ».

## Établissement

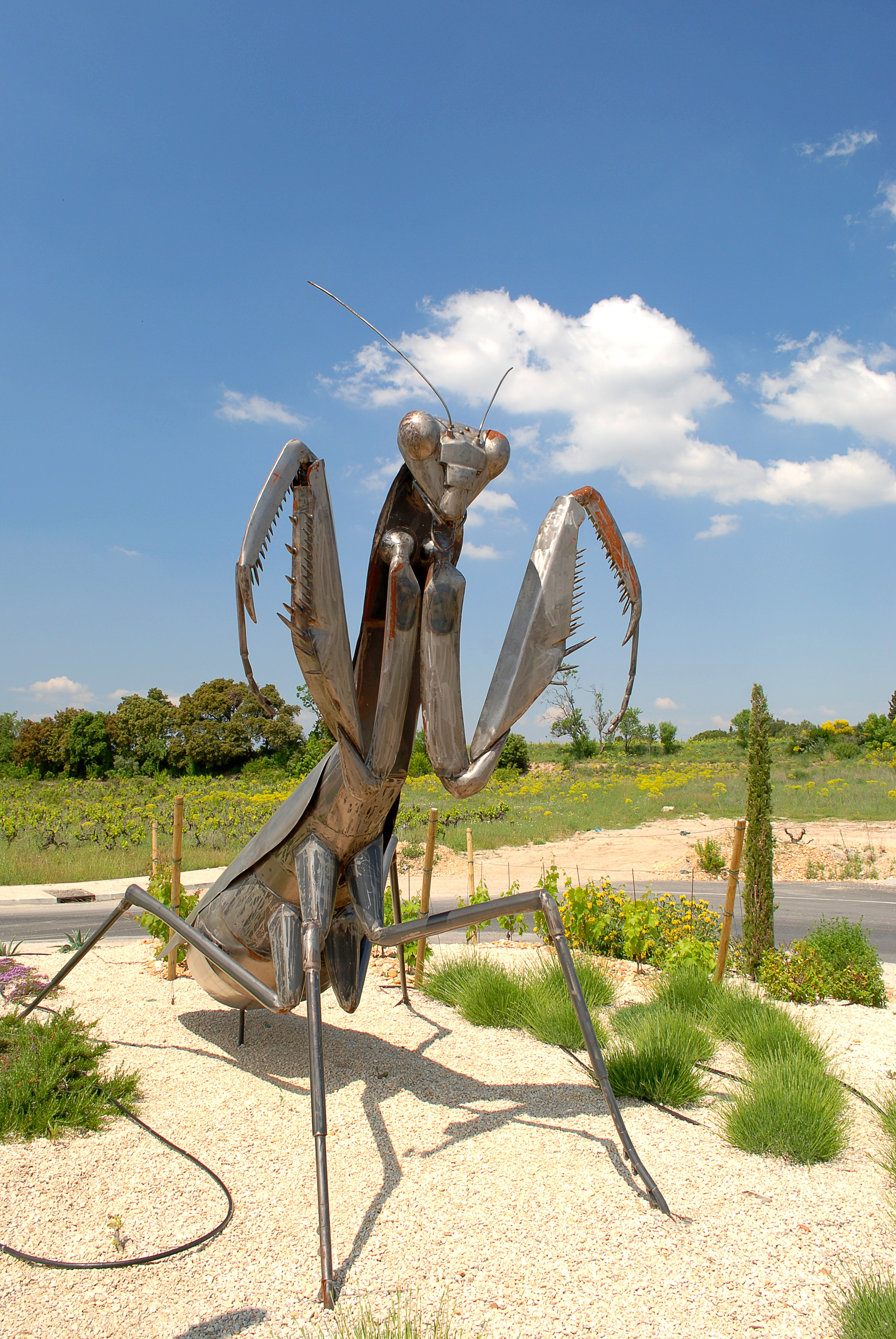
Sculpture de mante religieuse au rond-point à l'entrée de Sérignan-du-Comtat.

La structure est constituée du nouveau bâtiment principal de plus de 1 000 m2, entouré de jardins. Au sud, se trouvent une aire de pique-nique arborée et un parking, qui desservent aussi le Harmas du Muséum.

### À l'intérieur
Le bâtiment, qui contient différentes collections d'histoire naturelles comprend :
- des espaces d'exposition,
- 3 salles pédagogiques,
- 1 salle de conférences, l'espace « Imago »
- 1 espace d'accueil-billetterie-boutique,
- et des bureaux proches de l'entrée.

### À l'extérieur
Le terrain a été réparti avec différentes thématiques :
- le jardin « semi-naturel » présente des plantes organisées en fonction de leur origine biogéographique et de leur utilisation (pour les textiles, pour les arômes, pour la médication) ;
- les petits jardins au sud montrent la quantité d'eau dans l'environnement : jardin des cactus, rocaille, jardin potager, mares.

### Activités
Pour le public, le lieu organise des ateliers et des animations, qui changent selon les saisons,
L'équipe de médiateurs scientifiques du Naturoptère y reçoit des scolaires et se déplace dans les écoles,. Elle reçoit les groupes d'adultes intéressés par l'histoire naturelle, la botanique, l'herboristerie, la biodiversité, l'entomologie, l'environnement provençal et le développement durable. Le Naturoptère est présent sur des manifestations à l'extérieur, où ses médiateurs tiennent des stands,,.
Avec le Conseil départemental de Vaucluse, il organise des sorties dans certains Espaces Naturels Sensibles (ENS) du territoire, notamment à l'arboretum de Beauregard, à Jonquières ; d'autres sorties sont programmées avec la Communauté de communes Aygues-Ouvèze en Provence. Dans l'« Espace Imago », différents artistes sont programmés régulièrement, pour des expositions de 3 mois environ. En partenariat avec la Ligue pour la protection des oiseaux, des formations à l'entomologie sont proposées aux professionnels.
Le Naturoptère participe à la Fête de la Science, à la Fête de la Nature
 et aux Journées européennes du patrimoine. Il contribue à la diffusion de la culture scientifique, notamment à travers le réseau « Echosciences PACA ».

### Gestion
La mairie de Sérignan-du-Comtat a financé la construction du nouveau bâtiment, avec des financements du Conseil général de Vaucluse et de la Région Provence-Alpes-Côte d'Azur, et un mécénat du Crédit agricole Alpes Provence.
Seule face au budget de fonctionnement d'un établissement culturel de cette taille et malgré un mécénat ponctuel de la Société Biobest, la municipalité a d'abord envisagé la création d'un Établissement public de coopération culturelle avec le harmas du Muséum, organisme national financé par l'État.
L'État refusant de s'engager financièrement dans une structure qu'il n'avait pas créé et pour la conception de laquelle il n'avait pas été consulté, la mairie en a finalement confié la gestion à une association loi 1901 de Carpentras, : l'« Université Populaire Ventoux ». Cette association à but non lucratif y perpétue les missions de diffusion de la culture scientifique et de formation que le Naturoptère avait lors de sa gestion publique.

## Récompenses pour l'architecture
En 2010, le nouveau bâtiment est récompensé par le « prix départemental de l'architecture et du paysage », en 4-e place,. En 2019, ce bâtiment fait partie des dix lauréats du Off du DD (pour Développement Durable) organisé par « EnviroBat » (pour « BDM Occitanie »),.